# Ciclismo ai Giochi della XXXII Olimpiade - BMX freestyle femminile
Le prove di BMX freestyle femminile dei Giochi della XXXII Olimpiade si sono svolte dal 31 luglio al 1º agosto 2021 all'Ariake Urban Sports Park situato a Tokyo. 
Alla gara hanno preso parte 9 atlete di 8 nazioni.

## Risultati

### Qualificazioni
La classifica delle qualificazioni è servita per l'ordine di partenza della finale.
| Pos. | Atleta                 | Nazione       | 1ª manche | 2ª manche | Media |
| ---- | ---------------------- | ------------- | --------- | --------- | ----- |
| 1    | Hannah Roberts         | Stati Uniti   | 89.80     | 85.60     | 87.70 |
| 2    | Perris Benegas         | Stati Uniti   | 84.80     | 88.20     | 86.50 |
| 3    | Nikita Ducarroz        | Svizzera      | 83.70     | 83.40     | 83.55 |
| 4    | Charlotte Worthington  | Gran Bretagna | 81.80     | 81.20     | 81.50 |
| 5    | Natalya Diehm          | Australia     | 77.40     | 79.00     | 78.20 |
| 6    | Lara Marie Lessmann    | Germania      | 66.00     | 73.40     | 69.70 |
| 7    | Macarena Perez Grasset | Cile          | 70.20     | 65.60     | 67.90 |
| 8    | Minato Oike            | Giappone      | 60.00     | 62.90     | 61.45 |
| 9    | Elizaveta Posadskikh   | ROC           | 51.80     | 50.80     | 51.30 |

### Finale
| Pos. | Atleta                 | Nazione       | 1ª manche | 2ª manche | Migliore |
| ---- | ---------------------- | ------------- | --------- | --------- | -------- |
|      | Charlotte Worthington  | Gran Bretagna | 38.60     | 97.50     | 97.50    |
|      | Hannah Roberts         | Stati Uniti   | 96.10     | 28.40     | 96.10    |
|      | Nikita Ducarroz        | Svizzera      | 89.20     | 54.60     | 89.20    |
| 4    | Perris Benegas         | Stati Uniti   | 81.20     | 88.50     | 88.50    |
| 5    | Natalya Diehm          | Australia     | 86.00     | 80.50     | 86.00    |
| 6    | Lara Marie Lessmann    | Germania      | 79.60     | 78.00     | 79.60    |
| 7    | Minato Oike            | Giappone      | 13.40     | 75.40     | 75.40    |
| 8    | Macarena Perez Grasset | Cile          | 24.40     | 73.80     | 73.80    |
| 9    | Elizaveta Posadskikh   | ROC           | 63.00     | 10.20     | 63.00    |